# Akademické mistrovství světa v orientačním běhu 2000
12. Akademické mistrovství světa v orientačním běhu proběhlo ve Francii ve dnech 25. srpna až 2. září 2000. Centrem závodů AMS bylo Roanne.
Závodů se zúčastnilo celkem 135 závodníků (74 mužů a 61 žen) z 20 zemí.

## Program závodů
Program mistrovství světa:
| Den       | Závod         | Centrum závodu |
| --------- | ------------- | -------------- |
| 30. srpen | klasická trať |                |
| 1. září   | krátká trať   |                |
| 2. září   | štafety       |                |

## Závod na klasické trati (Classic)
| Zkrácené výsledky                                                                                     | Zkrácené výsledky                                                                                     | Zkrácené výsledky                                                                                     | Zkrácené výsledky                                                                                     | Zkrácené výsledky                                                                                   | Zkrácené výsledky                                                                                   | Zkrácené výsledky                                                                                   | Zkrácené výsledky                                                                                   |
| Muži                                                                                                  | Muži                                                                                                  | Muži                                                                                                  | Muži                                                                                                  | Ženy                                                                                                | Ženy                                                                                                | Ženy                                                                                                | Ženy                                                                                                |
| --- | --- | --- | --- | --------------------------------------------------------------------------------------------------- | --------------------------------------------------------------------------------------------------- | --------------------------------------------------------------------------------------------------- | --------------------------------------------------------------------------------------------------- |
| - Traťové parametry: 11,4 km, 450 m převýšení, 23 kontrol. - Mapa: 1 : 10 000, E = 5 m - 70 závodníků | - Traťové parametry: 11,4 km, 450 m převýšení, 23 kontrol. - Mapa: 1 : 10 000, E = 5 m - 70 závodníků | - Traťové parametry: 11,4 km, 450 m převýšení, 23 kontrol. - Mapa: 1 : 10 000, E = 5 m - 70 závodníků | - Traťové parametry: 11,4 km, 450 m převýšení, 23 kontrol. - Mapa: 1 : 10 000, E = 5 m - 70 závodníků | - Traťové parametry: 7,8 km, 290 m převýšení, 18 kontrol. - Mapa: 1 : 10 000, E = 5 m - 56 závodnic | - Traťové parametry: 7,8 km, 290 m převýšení, 18 kontrol. - Mapa: 1 : 10 000, E = 5 m - 56 závodnic | - Traťové parametry: 7,8 km, 290 m převýšení, 18 kontrol. - Mapa: 1 : 10 000, E = 5 m - 56 závodnic | - Traťové parametry: 7,8 km, 290 m převýšení, 18 kontrol. - Mapa: 1 : 10 000, E = 5 m - 56 závodnic |
| Umístění                                                                                              | Jméno                                                                                                 | Čas                                                                                                   | Ztráta                                                                                                | Umístění                                                                                            | Jméno                                                                                               | Čas                                                                                                 | Ztráta                                                                                              |
| Zlatá medaile                                                                                         | Thierry Gueorgiou                                                                                     | 1:18:17                                                                                               | | Zlatá medaile                                                                                       | Simone Luder                                                                                        | 57:06                                                                                               | |
| Stříbrná medaile                                                                                      | Bjorn Eriksen                                                                                         | 1:19:07                                                                                               | +0:50                                                                                                 | Stříbrná medaile                                                                                    | Regula Bernhard                                                                                     | 1:03:19                                                                                             | +6:13                                                                                               |
| Bronzová medaile                                                                                      | François Gonon                                                                                        | 1:19:11                                                                                               | +0:54                                                                                                 | Bronzová medaile                                                                                    | Karin Schmalfeld                                                                                    | 1:04:47                                                                                             | +7:41                                                                                               |
| 4 | Thomas Krejci                                                                                         | 1:19:58                                                                                               | +1:41                                                                                                 | 4                                                                                                   | Annika Björk                                                                                        | 1:05:26                                                                                             | +8:20                                                                                               |
| 5 | Matthias Niggli                                                                                       | 1:20:06                                                                                               | +1:49                                                                                                 | 5                                                                                                   | Brigitte Grüniger                                                                                   | 1:05:32                                                                                             | +8:26                                                                                               |
| 6 | Robert Dittmann                                                                                       | 1:22:10                                                                                               | +3:53                                                                                                 | 6                                                                                                   | Zdenka Stará                                                                                        | 1:06:13                                                                                             | +9:07                                                                                               |

## Závod na krátké trati (Short)
| Zkrácené výsledky                                                                                    | Zkrácené výsledky                                                                                    | Zkrácené výsledky                                                                                    | Zkrácené výsledky                                                                                    | Zkrácené výsledky                                                                                   | Zkrácené výsledky                                                                                   | Zkrácené výsledky                                                                                   | Zkrácené výsledky                                                                                   |
| Muži                                                                                                 | Muži                                                                                                 | Muži                                                                                                 | Muži                                                                                                 | Ženy                                                                                                | Ženy                                                                                                | Ženy                                                                                                | Ženy                                                                                                |
| --- | --- | --- | --- | --------------------------------------------------------------------------------------------------- | --------------------------------------------------------------------------------------------------- | --------------------------------------------------------------------------------------------------- | --------------------------------------------------------------------------------------------------- |
| - Traťové parametry: 4,4 km, 220 m převýšení, 20 kontrol. - Mapa: 1 : 10 000, E = 5 m - 45 závodníků | - Traťové parametry: 4,4 km, 220 m převýšení, 20 kontrol. - Mapa: 1 : 10 000, E = 5 m - 45 závodníků | - Traťové parametry: 4,4 km, 220 m převýšení, 20 kontrol. - Mapa: 1 : 10 000, E = 5 m - 45 závodníků | - Traťové parametry: 4,4 km, 220 m převýšení, 20 kontrol. - Mapa: 1 : 10 000, E = 5 m - 45 závodníků | - Traťové parametry: 3,5 km, 180 m převýšení, 12 kontrol. - Mapa: 1 : 10 000, E = 5 m - 39 závodnic | - Traťové parametry: 3,5 km, 180 m převýšení, 12 kontrol. - Mapa: 1 : 10 000, E = 5 m - 39 závodnic | - Traťové parametry: 3,5 km, 180 m převýšení, 12 kontrol. - Mapa: 1 : 10 000, E = 5 m - 39 závodnic | - Traťové parametry: 3,5 km, 180 m převýšení, 12 kontrol. - Mapa: 1 : 10 000, E = 5 m - 39 závodnic |
| Umístění                                                                                             | Jméno                                                                                                | Čas                                                                                                  | Ztráta                                                                                               | Umístění                                                                                            | Jméno                                                                                               | Čas                                                                                                 | Ztráta                                                                                              |
| Zlatá medaile                                                                                        | Thierry Gueorgiou                                                                                    | 26:56                                                                                                | | Zlatá medaile                                                                                       | Bohdana Térová                                                                                      | 26:04                                                                                               | |
| Stříbrná medaile                                                                                     | Petr Losman                                                                                          | 27:09                                                                                                | +0:13                                                                                                | Stříbrná medaile                                                                                    | Tatiana Pereliaeva                                                                                  | 26:43                                                                                               | +0:39                                                                                               |
| Bronzová medaile                                                                                     | Gábor Domonyik                                                                                       | 27:14                                                                                                | +0:18                                                                                                | Bronzová medaile                                                                                    | Karin Schmalfeld                                                                                    | 26:50                                                                                               | +0:46                                                                                               |
| 4 | Vladimír Lučan                                                                                       | 27:16                                                                                                | +0:20                                                                                                | 4                                                                                                   | Brigitte Grüniger                                                                                   | 26:51                                                                                               | +0:47                                                                                               |
| 5 | Thomas Krejci                                                                                        | 27:20                                                                                                | +0:24                                                                                                | 5                                                                                                   | Simone Luder                                                                                        | 27:02                                                                                               | +0:58                                                                                               |
| 6 | Bjorn Eriksen                                                                                        | 28:24                                                                                                | +1:28                                                                                                | 6                                                                                                   | Lucie Böhm                                                                                          | 27:04                                                                                               | +1:00                                                                                               |

## Závod štafet (Relay)
| Zkrácené výsledky                                                                                  | Zkrácené výsledky                                                                                  | Zkrácené výsledky                                                                                  | Zkrácené výsledky                                                                                  | Zkrácené výsledky                                                                                 | Zkrácené výsledky                                                                                 | Zkrácené výsledky                                                                                 | Zkrácené výsledky                                                                                 |
| Muži                                                                                               | Muži                                                                                               | Muži                                                                                               | Muži                                                                                               | Ženy                                                                                              | Ženy                                                                                              | Ženy                                                                                              | Ženy                                                                                              |
| -------------------------------------------------------------------------------------------------- | -------------------------------------------------------------------------------------------------- | -------------------------------------------------------------------------------------------------- | -------------------------------------------------------------------------------------------------- | ------------------------------------------------------------------------------------------------- | ------------------------------------------------------------------------------------------------- | ------------------------------------------------------------------------------------------------- | ------------------------------------------------------------------------------------------------- |
| - Traťové parametry: 8,15 km, 300 m převýšení, 18 kontrol. - Mapa: 1 : 10 000, E = 5 m - 14 štafet | - Traťové parametry: 8,15 km, 300 m převýšení, 18 kontrol. - Mapa: 1 : 10 000, E = 5 m - 14 štafet | - Traťové parametry: 8,15 km, 300 m převýšení, 18 kontrol. - Mapa: 1 : 10 000, E = 5 m - 14 štafet | - Traťové parametry: 8,15 km, 300 m převýšení, 18 kontrol. - Mapa: 1 : 10 000, E = 5 m - 14 štafet | - Traťové parametry: 5,3 km, 200 m převýšení, 16 kontrol. - Mapa: 1 : 10 000, E = 5 m - 11 štafet | - Traťové parametry: 5,3 km, 200 m převýšení, 16 kontrol. - Mapa: 1 : 10 000, E = 5 m - 11 štafet | - Traťové parametry: 5,3 km, 200 m převýšení, 16 kontrol. - Mapa: 1 : 10 000, E = 5 m - 11 štafet | - Traťové parametry: 5,3 km, 200 m převýšení, 16 kontrol. - Mapa: 1 : 10 000, E = 5 m - 11 štafet |
| Umístění                                                                                           | Jméno                                                                                              | Čas                                                                                                | Ztráta                                                                                             | Umístění                                                                                          | Jméno                                                                                             | Čas                                                                                               | Ztráta                                                                                            |
| Zlatá medaile                                                                                      | Francie Damien Renard Rémi Gueorgiou François Gonon Thierry Gueorgiou                              | 3:04:36                                                                                            | | Zlatá medaile                                                                                     | Švýcarsko Regula Bernhard Daniela Wehrli Brigitte Grueniger Simone Luder                          | 2:38:02                                                                                           |                                                                                                   |
| Stříbrná medaile                                                                                   | Česko Michal Horáček Petr Losman Radovan Čech Vladimír Lučan                                       | 3:06:12                                                                                            | +1:36                                                                                              | Stříbrná medaile                                                                                  | Česko Zuzana Macúchová Zdenka Stará Iva Navrátilová Bohdana Térová                                | 2:43:10                                                                                           | +5:08                                                                                             |
| Bronzová medaile                                                                                   | Rusko Dimitri Timokhine Sergei Detkov Evgueni Gavrilov Maxim Riabkine                              | 3:07:10                                                                                            | +2:34                                                                                              | Bronzová medaile                                                                                  | Francie Chloe Manissolle Magali Coupat Pauline Filet Valérie Leomant                              | 2:47:28                                                                                           | +9:26                                                                                             |
| 4                                                                                                  | Německo Robert Dittmann Axel Fischer Markus Prolingheuer Ingo Horst                                | 3:07:20                                                                                            | +2:44                                                                                              | 4                                                                                                 | Německo Brit Conrad Luise Kaerger Katja Bumann Karin Schmalfeld                                   | 2:53:32                                                                                           | +15:30                                                                                            |
| 5                                                                                                  | Spojené království Edward Nash Anthony Squire Alastair Buckley Jon Duncan                          | 3:12:24                                                                                            | +7:48                                                                                              | 5                                                                                                 | Litva Dainora Alsauskaite Renata Misiunaite Asta Misiunaite Ieva Sargautyte                       | 2:53:54                                                                                           | +15:52                                                                                            |
| 6                                                                                                  | Norsko Gaute Stavik Oyvind Stokseth Jostein Moe Bjorn Eriksen                                      | 3:12:34                                                                                            | +7:58                                                                                              | 6                                                                                                 | Itálie Laura Scaravonati Renate Fauner Verena Troi Sabine Rottensteiner                           | 2:56:11                                                                                           | +18:09                                                                                            |

## Medailové pořadí podle zemí
Pořadí zúčastněných zemí podle získaných medailí v jednotlivých závodech mistrovství (tzv. olympijského hodnocení).
| Medailové pořadí podle zemí | Medailové pořadí podle zemí | Medailové pořadí podle zemí | Medailové pořadí podle zemí | Medailové pořadí podle zemí | Medailové pořadí podle zemí |
| Pořadí                      | Stát                        | Zlatá medaile               | Stříbrná medaile            | Bronzová medaile            | Celkem                      |
| --------------------------- | --------------------------- | --------------------------- | --------------------------- | --------------------------- | --------------------------- |
| 1                           | Francie                     | 3                           |                             | 2                           | 5                           |
| 2                           | Švýcarsko                   | 2                           | 1                           |                             | 3                           |
| 3                           | Česko                       | 1                           | 3                           |                             | 4                           |
| 4                           | Rusko                       |                             | 1                           | 1                           | 2                           |
| 5                           | Norsko                      |                             | 1                           |                             | 1                           |
| 6                           | Německo                     |                             |                             | 2                           | 2                           |
| 7                           | Maďarsko                    |                             |                             | 1                           | 1                           |

## Česká reprezentace na AMS
Česko reprezentovalo 5 mužů a 5 žen pod vedením trenérů Jana Kaplana a Renaty Vlachové.
| Přehled umístění českých reprezentantů | Přehled umístění českých reprezentantů | Přehled umístění českých reprezentantů | Přehled umístění českých reprezentantů | Přehled umístění českých reprezentantů | Přehled umístění českých reprezentantů |
| Kategorie                              | Jméno                                  | Klasika                                | Krátká                                 | Štafety                                |                                        |
| -------------------------------------- | -------------------------------------- | -------------------------------------- | -------------------------------------- | -------------------------------------- | -------------------------------------- |
| Ženy                                   | Barbora Waldová                        | 29. místo                              | 33. místo                              | X                                      |                                        |
| Ženy                                   | Zuzana Macúchová                       | 16. místo                              | 11. místo                              | 2. místo                               |                                        |
| Ženy                                   | Iva Navrátilová                        | 11. místo                              | 8. místo                               | 2. místo                               |                                        |
| Ženy                                   | Zdenka Stará                           | 6. místo                               | 12. místo                              | 2. místo                               |                                        |
| Ženy                                   | Bohdana Térová                         | 12. místo                              | 1. místo                               | 2. místo                               |                                        |
| Muži                                   | Radovan Čech                           | 7. místo                               | 11. místo                              | 2. místo                               |                                        |
| Muži                                   | David Hepner                           | 53. místo                              | 8. místo                               | X                                      |                                        |
| Muži                                   | Michal Horáček                         | 19. místo                              | 23. místo                              | 2. místo                               |                                        |
| Muži                                   | Petr Losman                            | 56. místo                              | 2. místo                               | 2. místo                               |                                        |
| Muži                                   | Vladimír Lučan                         | 34. místo                              | 4. místo                               | 2. místo                               |                                        |